# Kersaint-Plabennec
Kersaint-Plabennec è un comune francese di 1 315 abitanti situato nel dipartimento del Finistère nella regione della Bretagna.

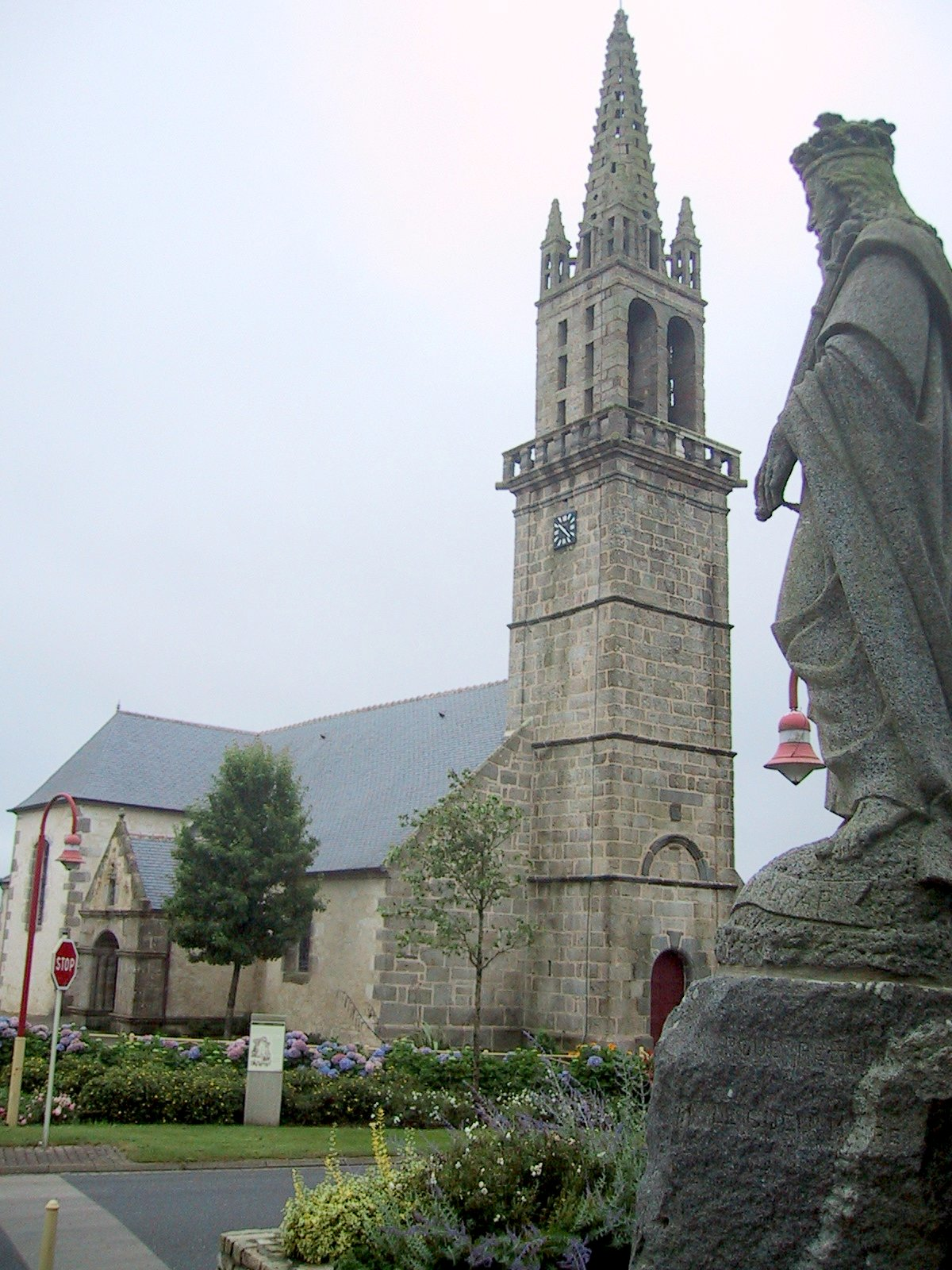
Chiesa

## Società

### Evoluzione demografica
Abitanti censiti